# 疾蟋螽属
疾蟋螽属（学名：Apotrechus）是直翅目蟋螽科蟋螽亚科的一属，分布于澳大利亚。

## 分类
根据世界直翅目物种档案在线系统（Orthoptera species file）记录，本属包含以下3种：
- 澳疾蟋螽 Apotrechus illawarra Rentz, 1990
- 斯氏疾蟋螽 Apotrechus swinhoei (Griffini, 1909)
- 素色疾蟋螽 Apotrechus unicolor Brunner von Wattenwyl, 1888